# Lophostethus
Lophostethus is een geslacht van vlinders uit de onderfamilie Smerinthinae van de familie pijlstaarten (Sphingidae).

## Soorten
- Lophostethus dumolinii (Angas, 1849)
- Lophostethus negus Jordan, 1926